# Memphis Motor Carriage Company
Memphis Motor Carriage Company war ein US-amerikanischer Hersteller von Automobilen.

## Unternehmensgeschichte
Das Unternehmen wurde 1904 in Memphis in Tennessee gegründet. W. T. Watson war der Präsident und Herbert H. Pilcher Generalmanager und Konstrukteur. Sie begannen im gleichen Jahr mit der Produktion von Personenkraftwagen. Der Markenname lautete Memphis. 1905 endete die Produktion. Insgesamt entstanden nur wenige Fahrzeuge. Neben Pkw waren Nutzfahrzeuge geplant. Es ist unklar, ob es dazu kam.

## Fahrzeuge
Im Angebot standen Dampfwagen. Den Dampfmotor hatte Pilcher entworfen. Der Generator ähnelte jenen der White Motor Company. Pilcher wies darauf hin, dass er deren Generator für nahezu perfekt halte.